# Бесконечное число самых прекрасных форм. Новая наука эво-дево и эволюция царства животных
Бесконечное число самых прекрасных форм. Новая наука эво-дево и эволюция царства животных (англ. Endless Forms Most Beautiful: The New Science of Evo Devo and the Making of the Animal Kingdom) — книга 2005 года молекулярного биолога Шона Кэрролла. Она представляет собой краткое описание новой науки — эволюционной биологии развития и роли инструментальных генов. Книга получила множество наград за популяризацию науки.
Несколько противоречивая идея книги заключается в том, что эволюция у животных (хотя, несомненно, аналогичные процессы происходят и в других организмах) происходит, в основном, за счёт изменения способа, которым регуляторные гены, которые не кодируют структурные белки (например, ферменты), контролируют эмбриональное развитие. В свою очередь, эти регуляторные гены оказались высококонсервативными генами, которые Кэрролл назвал инструментарием. Практически идентичные последовательности можно найти в животном мире, а это означает, что гены инструментария, такие как Hox, должны были развиться до кембрийского взрыва, который создал большинство планов тела животных, существующих сегодня. Эти гены используются повторно, иногда путём дупликации, но гораздо чаще они применяются без изменений к новым функциям. Таким образом, один и тот же сигнал может быть подан в разное время развития, в другой части эмбриона, оказывая различное воздействие на организм взрослой особи. По мнению Кэрролла, это объясняет, как так много типов строения создаётся с таким небольшим количеством структурных генов.
Книга получила высокую оценку критиков.

## Автор

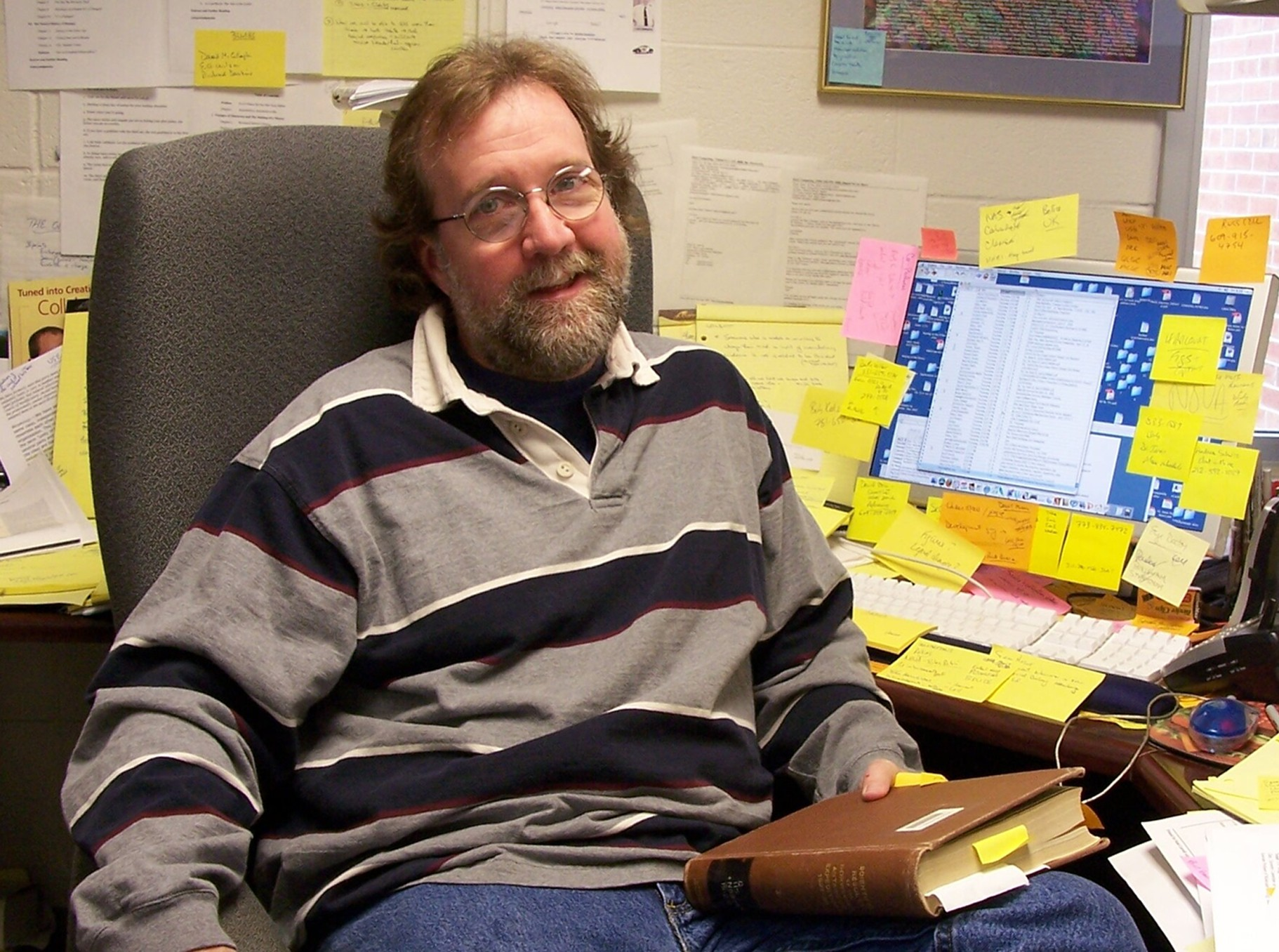
Шон Б. Кэрролл в 2008

Шон Б. Кэрролл — профессор молекулярной биологии и генетики Висконсинского университета в Мадисоне. Он изучает эволюцию цис-регуляторных элементов (частей некодирующей ДНК), которые помогают регулировать экспрессию генов в развивающихся эмбрионах, на примере эмбрионов плодовой мухи дрозофилы в качестве модельного организма. За свою работу он получил премию Shaw Scientist Award и премию Стивена Джея Гулда.

## Книга

### Контекст
Название книги цитирует последнее предложение книги Чарльза Дарвина «Происхождение видов» 1859 года, в котором он описал эволюцию всех живых организмов от общего предка: «бесконечные формы, самые прекрасные и самые чудесные, развивались и продолжают развиваться». Дарвин не смог объяснить, каким образом происходит возникновение и развитие «бесконечных форм» разных организмов в живой природе. Современный синтез эволюции и генетики в начале XX века также в значительной степени игнорировал эмбриональное развитие для объяснения форм организмов, поскольку популяционная генетика казалась адекватным объяснением того, как они развивались. Эта задача была наконец решена в конце XX века с появлением технологии рекомбинантной ДНК, когда биологи смогли начать исследовать, как фактически контролируется развитие[чего?].
Объяснение эволюционного процесса и того, как эволюционирует генная система, автор книги связывает с успехами в области эмбриональной биологии, которая приблизилась к пониманию того, каким образом из яйцеклетки развивается сложный организм, состоящий из многих миллиардов клеток. Почти двести лет учёные пытались решить одну из самых волнующих загадок биологии — превращение яйцеклетки в различные формы взрослого организма. В биологии произошли важные открытия: были открыты регуляторные участки генома (гомеозисые гены), которые играют ведущую роль в изменении формы и строения сложных организмов — например, Hox-гены у животных и MADs-гены — у растений (концепция номогенеза описана Л. С. Бергом как «направленное развитие жизни на основе закономерностей»).
Автор разъясняет в книге, что эволюционные процессы могут происходить также за счёт изменений, регулирующих процессы в клетке на стадии эмбриона. По мнению автора, одни и те же гены, контролирующие развитие частей тела и органов у насекомых, контролируют развитие тела животных и человека. Новое направление генной эволюции и эволюционной биологии развития получило название эво-дево (от англ. evolutionary developmental biology, сокр. evo-devo).

### Содержание

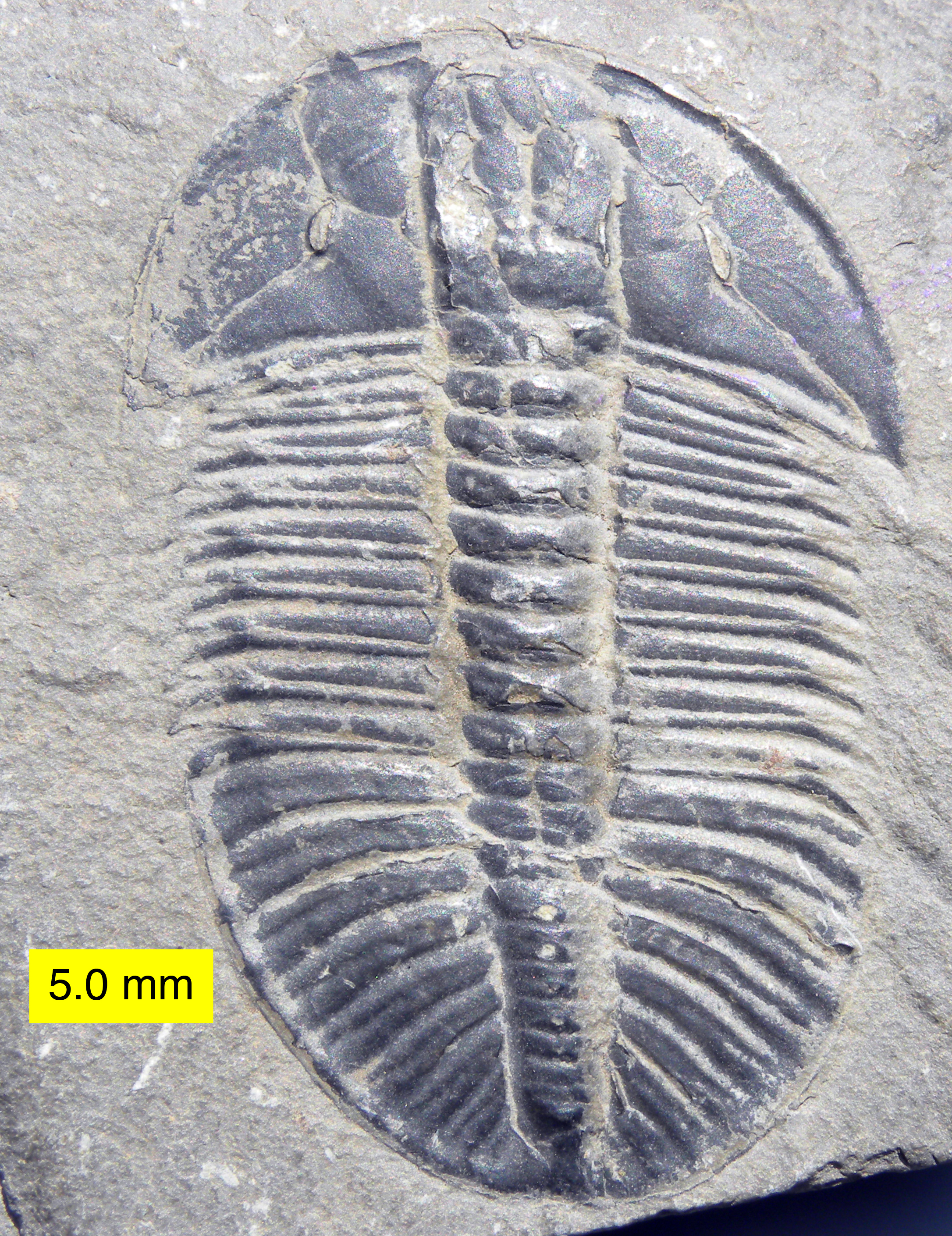
Тело трилобита состоит из множества одинаковых модулей (сегментов тела с парами придатков). Это может быть сделано путём многократного использования одних и тех же инструментальных генов.

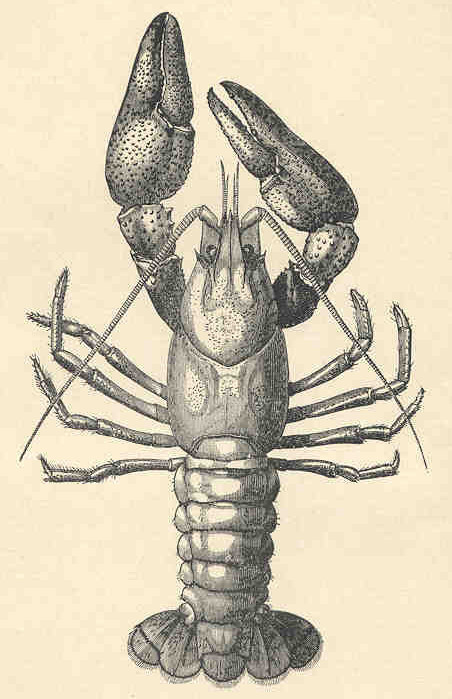
Конечности раков являются узкоспециализированными, адаптированными к изменениям набором генных инструментов от простых придатков их трилобитоподобных предков.

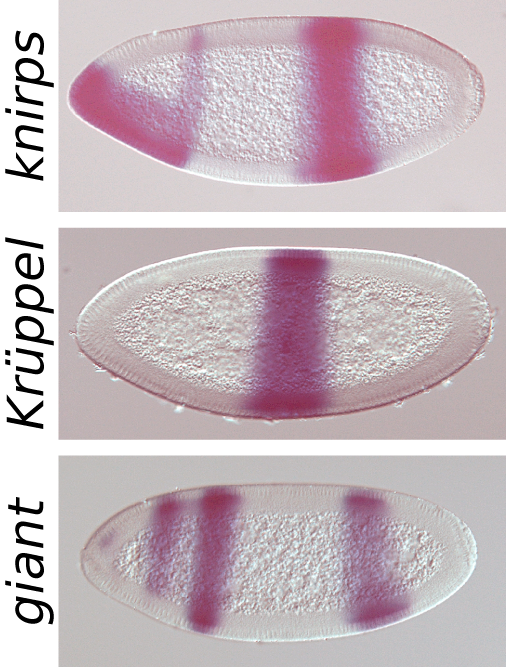
Эмбрион плодовой мушки окрашивают, чтобы показать экспрессию некоторых генов (названных), которые контролируют его развитие.

Часть I. Эволюция животных
1. Архитектура животных: современные формы, древние образцы
Кэрролл утверждает, что многие животные имеют модульную конструкцию с повторяющимися частями, как в трилобите — с повторяющимися сегментами или повторяющимися пальцами руки человека.
2. Монстры, мутанты и главные гены
Эмбриологи изучают как развиваются тела, а также аномалии, когда что-то идёт не так, например, гомеотические варианты, когда одна часть тела превращается в другую (например, усик плодовой мухи становится ногой у мутанта Antennapedia).
3. От кишечной палочки до слонов
В этой главе рассказывается о генетическом коде и lac-опероне. Учёный связывает понятия среда и генетические переключатели, полагая, что они вместе контролируют экспрессию генов. Контроль экспрессии представляет набор инструментов для генов.
4. Создание детей: 25000 генов, требуется сборка
Кэрролл смотрит на то, как контролируется эмбриональное развитие плодовой мухи и описывает свои собственные открытия, сделанные в 1994 году.
5. Тёмная материя генома: инструкция по эксплуатации набора инструментов
В главе описывается, как гены включаются и выключаются в точно заданной временной последовательности и трёхмерном паттерне в развивающемся эмбрионе, и как эта логика может быть изменена эволюцией для создания различных тел животных.
Часть II. Ископаемые останки, гены и формирование разнообразия животных
6. Большой взрыв эволюции животных
Кембрийский взрыв вызвал вспышку в разнообразии телосложения животных, от плоских червей и моллюсков до членистоногих и позвоночных. Кэрролл объясняет, как изменение паттерна экспрессии гена Hox сформировало тела разных типов членистоногих и разных типов позвоночных.
7. Малые взрывы: Крылья и другие революционные изобретения
В этой главе объясняется, как эволюция работает внутри родословного древа, специализируясь на конечностях членистоногих от всех одинаковых существ до «всех различных орудий, которые несёт скромный рак», с (он пишет) «большим количеством штуковин, чем швейцарский армейский нож».
8. Как у бабочки появились пятна
Вторя названиям «Просто сказок» Редьярда Киплинга, Кэрролл показывает, как развивались узоры крыльев бабочек, основываясь на своём открытии роли гена Distal-less до того, как стала известна его роль в развитии конечностей. Очевидно, генетический переключатель можно было повторно использовать для разных целей.
9. Покрась в чёрное
Кэрролл рассматривает полосы у зебры, промышленный меланизм, берёзовой пяденицы и пятна больших кошек как примеры управления закономерностями у животных, вплоть до молекулярного уровня.
10. Прекрасный разум: создание Homo sapiens
В этой главе обсуждается, чем люди отличаются от других приматов и почему структурные гены, отвечающие за эти различия, не так многочисленны. По мнению учёного, большинство изменений связано с генетическим контролем, а не с белками.
11. Бесконечные формы — самые красивые
В заключение Кэрролл пересматривает «Происхождение видов» Дарвина, начиная с того, как Дарвин развивал последний абзац своей книги. Из него Кэрролл оставляет только эти четыре слова «полностью нетронутыми во всех версиях и изданиях». Он утверждает, что эво-дево является краеугольным камнем синтеза эволюции, генетики и эмбриологии, заменяя «современный синтез» биологии XX века.

### Иллюстрации
Книга иллюстрирована фотографиями, например, развивающимися эмбрионами плодовой мухи, окрашенными, чтобы показать действие генов из инструментария, а также штриховыми рисунками, выполненными Джейми У. Кэрроллом, Джошем П. Клэйссом и Линн М. Олдс.

## Награды
- Лучшие научные книги года журнала Discover, 2005[11]
- Лучшие научные книги года от USA Today, 2005[11]
- Приз Банта, Библиотечная ассоциация Висконсина[англ.], 2006[11]
- Финалист, 2005, книжной премии[англ.] Los Angeles Times (Наука и технология)[11]
- Финалист, 2006 Премия Национальной академии наук в области коммуникации[11]

## Реакция

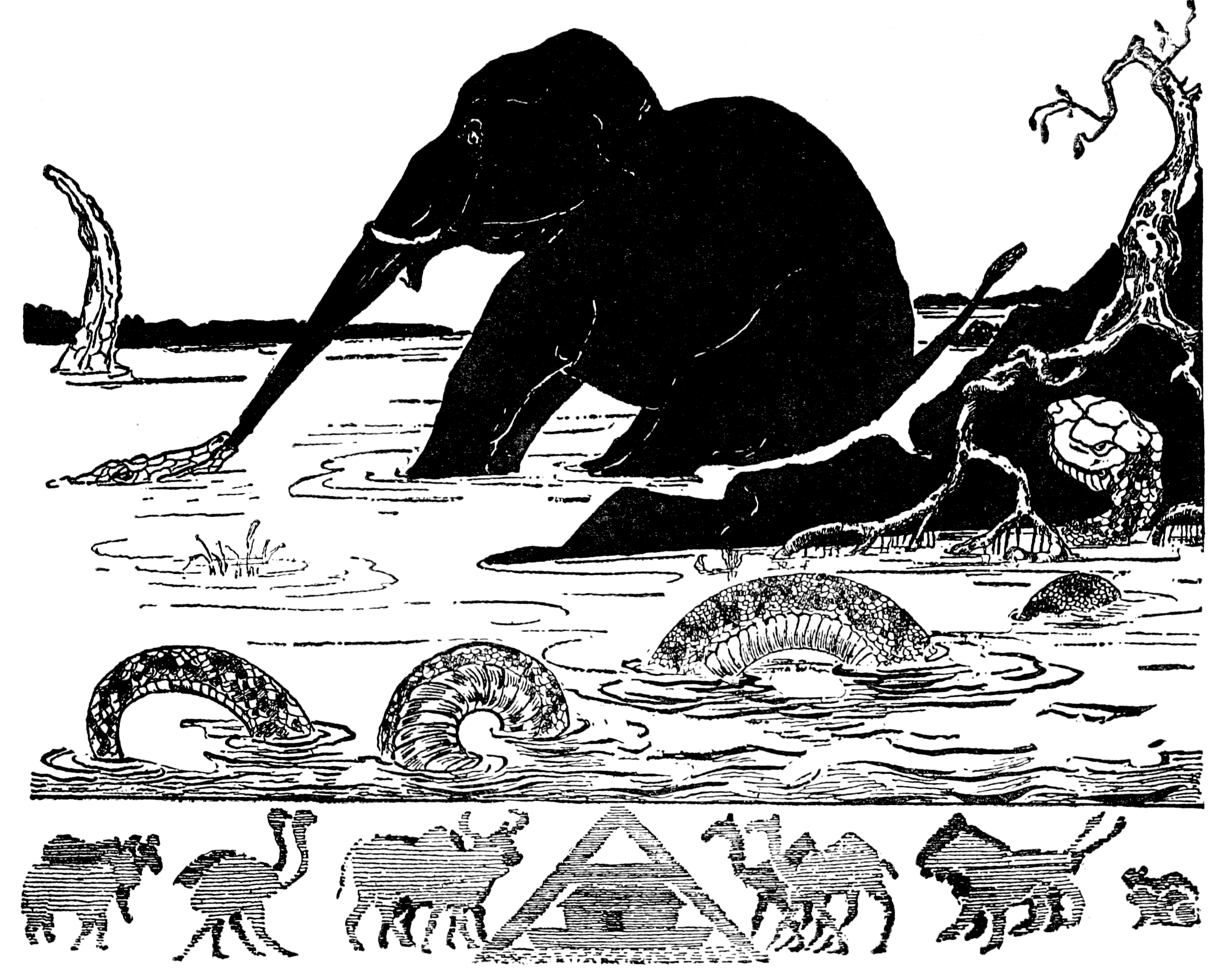
«Киплинг был бы прикован»: книга объясняет, как животные на самом деле приобрели черты, о которых Редьярд Киплинг писал в своих рассказах 1902 года, такие как «Как слон получил свой хобот»

Биолог-эволюционист Льюис Уолперт в журнале «American Scientist» назвал «Бесконечные формы самых прекрасных» «красивой и очень важной книгой». Он резюмировал рецензию на книгу словами: «Как поясняет теория Дарвина, многочисленные формы развились в результате небольших изменений в потомстве и естественного отбора в тех организмах, которые были лучше адаптированы к окружающей среде. Такие вариации вызваны изменениями в генах, которые контролируют поведение клеток в развивающемся эмбрионе. Таким образом, невозможно понять эволюцию без понимания её фундаментальной связи с развитием эмбриона». Уолперт отметил, что Кэрролл намеревался объяснить эво-дево и «блестяще добился того, что намеревался сделать».
Биолог-эволюционист Джерри Койн в журнале «Nature» описал книгу как подходящую для заинтересованного читателя-непрофессионала и назвал её «гимном недавним достижениям в генетике развития и тому, что они могут рассказать нам об эволюционном процессе». Для него центральным моментом было «неожиданное открытие, что гены, которые контролируют строение тела всех двусторонних животных, включая червей, насекомых, лягушек и людей, в значительной степени идентичны. Это гены «гомеобокса» (Hox)». Он назвал Кэрролла лидером в этой области и «искусным коммуникатором», но признаёт, что «чувствовал себя некомфортно», когда Кэрролл излагает свое личное видение данной области науки, «не признавая, что большая часть этого видения остаётся спорной». Койн указал, что идея о том, что «регуляторный ген является локусом эволюции», восходит к Рою Бриттену и его коллегам, впервые упомянувшим о ней примерно в 1970 году, но эта идея всё ещё слабо подтверждена наблюдениями или экспериментами. Он признал, что шимпанзе и люди почти на 99% идентичны на уровне ДНК, но отмечает, что «люди и шимпанзе имеют разные аминокислотные последовательности, по крайней мере, в 55% своих белков, и эта цифра возрастает до 95% для людей и мышей. Таким образом, мы не можем исключить эволюцию белковой последовательности как важную причину отсутствия усов и хвостов». Он также отметил, что почти половина генов, кодирующих белок человека, не имеет гомологов у плодовых мушек, поэтому можно возразить против тезиса Кэрролла и заявить, что «эволюция формы — это во многом вопрос обучения старых генов создания новых».
В обзоре «BioScience» отмечалось, что книга служит новыми Просто сказками, объясняющими «пятна, полосы и неровности», которые привлекли внимание Редьярда Киплинга в его рассказах для детей. В обзоре выражена похвала Кэрроллу за то, что он занялся эволюцией человека и охватил ключевые концепции того, что Чарльз Дарвин называл величием [эволюционного взгляда на] жизнь, предполагая, что «Киплинг был бы прикован».
Учёный-писатель Питер Форбс в «The Guardian» назвал произведение «важной книгой», а её автора «одновременно выдающимся учёным… и одним из наших великих писателей-учёных». Журналист Дик Понтейн в журнале «PC Pro» утверждал, что «Бесконечные формы самых прекрасных» были самой важной научно-популярной книгой со времён «Слепого часовщика» Ричарда Докинза, «и, по сути, продолжением [к ней]».
Палеобиолог Дуглас Х. Эрвин, рецензируя книгу «Искусственная жизнь», отметил, что формы жизни от плодовых мух до людей имеют гораздо меньше генов, чем ожидали многие биологи — у людей их всего около 20 000. «Как могли люди, при всём нашем разнообразии типов клеток и сложности нейронов, требовать по существу такое же количество генов, как муха или, что ещё хуже, червь (нематода Caenorhabditis elegans)?», — спрашивает Эрвин. Он ответил на свой собственный вопрос об «удивительном морфологическом разнообразии» животных, происходящих от «такого ограниченного числа генов», похвалив «проницательный и восторженный» стиль Кэрролла, написавшего «остроумно и увлекательно», вовлекая читателя в сложность Hox и PAX-6, а также отметив празднование кембрийского взрыва форм жизни и многое другое.